# Le Plan
Le Plan é uma comuna francesa na região administrativa da Occitânia, no departamento do Alto Garona. Estende-se por uma área de 8.02 km², com 444 habitantes, segundo o censo de 2018, com uma densidade de 55 hab/km².